# Veronica Maggio
Veronica Sandra Karin Maggio (født 15. marts 1981) er en svensk sanger af svensk og italiensk oprindelse. Hun vandt i kategorien "Årets Nykomling" (Årets debutant) i Grammisgalan 2007.
I marts 2006 udsendte Maggio sin debutsingle "Dumpa Mig" (Dump mig); videoen til singlen blev hurtigt et ugens hit på TV-stationer som ZTV. Hendes anden single var sangen "Nöjd?" (Tilfreds?). Hun skrev kontrakt med Universal Music og tog på turne i sommeren 2006.
Maggios debutalbum hedder Vatten och Bröd (Vand og brød). Teksterne og musikken er skrevet af Stefan Gräslund, på nær rapversene i "Vi har, vi har", der er skrevet af LKM Kristoffer Malmsten. Den 26. marts 2008 udsendte Maggio endnu et album, Och vinnaren är... (Og vinderen er...), som hun skrev og indspillede med Oskar "Kihlen" Linnros.
Maggio gik i gymnasiet i Uppsala på Bolandsskolans musiklinie og var forsanger i bandet Solitude, der også inkluderede Daniel Fredriksson, Marcus "Gonzo" Berglund, Karl Jansson og Kristoffer Hoflund.

## Diskografi

### Album
- 2006 – Vatten och bröd
- 2008 – Och vinnaren är...
- 2011 – Satan i Gatan
- 2013 – Handen i fickan fast jag bryr mig
- 2016 – Den första är alltid gratis

### Singler
- 2006 – Dumpa mig
- 2006 – Nöjd?
- 2006 – Havanna mamma
- 2007 – Inga problem (Remix feat. Snook & Petter)
- 2008 – Måndagsbarn (23. plads på de svenske hitlister), (243. plads på Euro top 200) (8. plads på de danske hitlister)
- 2008 – Stopp (30. plads på de svenske hitlister)
- 2008 – 17 År
- 2010 – Längesen (med Petter)
- 2011 – Jag Kommer
- 2011 – Välkommen in
- 2012 – Mitt hjärta blöder
- 2013 – Sergels torg
- 2014 – Hela huset
- 2016 – Den första är alltid gratis
- 2016 – Ayahuasca
- 2016 – Vi mot världen
- 2018 – 20 Questions (From Bergman's Reliquary)